# IC 4547
IC 4547 је елиптична галаксија у сазвјежђу Сјеверна круна која се налази на листи објеката дубоког неба у Индекс каталогу.
Деклинација објекта је + 28° 47' 22" а ректасцензија 15h 27m 15,0s. Привидна величина (магнитуда) објекта IC 4547 износи 14,3 а фотографска магнитуда 15,3. IC 4547 је још познат и под ознакама CGCG 165-58, NPM1G +28.0341, PGC 55130.